# Major Vitor Hugo
Vitor Hugo de Araújo Almeida (Salvador, 31 de maio de 1977) é um militar, advogado e político brasileiro filiado ao Partido Liberal (PL). Nas eleições de 2018, foi eleito deputado federal por Goiás com 31.190 votos totalizados (1,03% dos votos válidos), com o nome parlamentar de "Major Vítor Hugo".
Atualmente é consultor legislativo da Câmara dos Deputados (Área XVII – Segurança e Defesa). Foi eleito na Eleição municipal de Goiânia em 2024 como o vereador mais votado do município, com mais de 15,6 mil votos.

## Carreira política
Entre 2015 e 2018, trabalhou na Câmara dos Deputados como servidor concursado, na Consultoria Legislativa.
Elegeu-se deputado federal de Goiás para exercer o mandado no 56ª legislatura.
Como Deputado, Major Vitor Hugo foi líder do Governo Bolsonaro na Câmara, onde se destacou por sua influência e papel fundamental na definição do valor do auxílio emergencial de R$600,00, e durante a pandemia, teve como principal lema “salvar vidas e preservar empregos”.
Vitor Hugo, enviou vultuosos recursos para todo o Estado de Goiás e para o Entorno de Brasília, destacando-se 20,6 milhões enviados para o Hospital Regional da cidade de Aguas Lindas, Hugo 9, para a aquisição de equipamentos.

### Aglomerações em Goianápolis
No dia 17 de abril de 2021, juntamente com o presidente Jair Bolsonaro, fez aglomerações em uma visita a Goianápolis, em Goiás. Tanto ele quanto Bolsonaro não estavam com máscaras; outros políticos proeminentes também não usavam.  O estado de Goiás nesta data possuía uma taxa de ocupação de mais de 90% dos leitos para UTI (Unidade de Terapia Intensiva) de COVID-19, com 13.471 mortes e 522.189 infectados pela doença.
Em 2022, Major Vitor Hugo foi candidato a Governador pelo Estado de Goiás, com o apoio do então candidato a Presidente Jair Messias Bolsonaro. Na companhia de Bolsonaro, Vitor Hugo obteve 516.579 (14,81%) votos ficando em terceiro lugar na disputa pelo Governo de Goiás.
Em 2023, Major Vitor Hugo idealizou e foi um dos fundadores do Instituto Harpia Brasil, que tem por missão “discutir, construir e proteger o Brasil que queremos para as próximas gerações, promovendo os ideais liberais econômicos e os valores e as crenças que nos uniram como Nação através de nossa História”.